# Urslingen
Urslingen è stata una famiglia aristocratica di origine sveva, di cui si hanno notizie dal XII secolo, quando molti suoi esponenti acquisirono posizioni di potere in Italia, al seguito di Federico Barbarossa e della discendenza Hohenstaufen. Il suo nome deriva dal borgo svevo di Irslingen, oggi facente parte di Dietingen, da cui la famiglia proveniva.

## Duchi di Spoleto

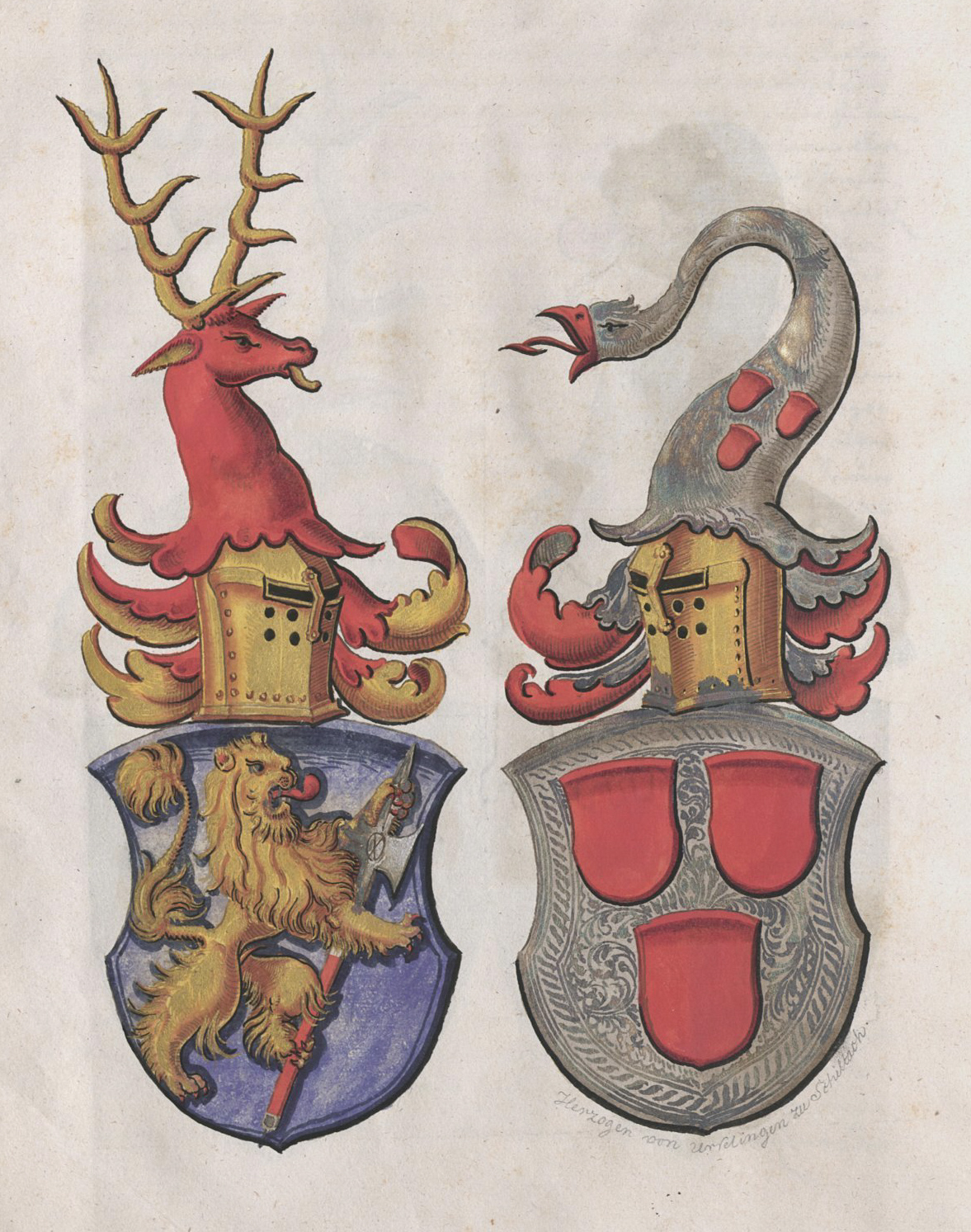
Armi delle famiglie Zimmern (a sinistra) ed Urslingen (a destra)

Corrado di Urslingen, nato forse intorno alla metà del XII secolo, era già in Italia nel 1172. Due anni dopo fu nominato legato dell'imperatore Federico Barbarossa nel Ducato di Spoleto, ma già nel 1177 lo si trova menzionato come duca di Spoleto (e, poco dopo, conte di Assisi).
Anni dopo, Costanza d'Altavilla, moglie di Enrico VI Hohenstaufen, affidò la tutela del neonato Federico II alla moglie del nuovo duca, una donna di cui non si conosce con precisione il nome né l'origine familiare e geografica. Affidato agli Urslingen, il giovane Federico trascorse alcuni anni della sua infanzia a Spoleto.

## Membri principali

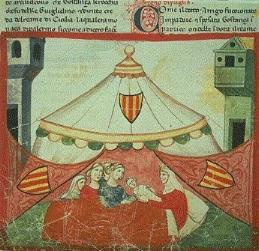
La nascita di Federico II di Svevia a Jesi, in una tenda, secondo una «fantasiosa tradizione» dovuta a Ricordano Malispini

- Bidelulfo o Ridelulfo di Urslingen, fu duca di Spoleto dal 1168, succedendo al rinunciatario Guelfo I di Toscana;
- Egenolfo di Urslingen, fratello di Ridelulfo;
- Corrado di Urslingen, fratello di Ridelulfo e di Egenolfo. Fu diplomatico del Barbarossa e di Enrico VI Hohenstaufen ed ebbe il titolo di duca di Spoleto. Ebbe quattro figli certi, che portano nomi degli Hohenstaufen:
- Rainaldo (o Rinaldo) di Urslingen, figlio di Corrado, e, come suo padre,  duca di Spoleto[3]. Rainaldo fu tra i pochi tedeschi ad avere la fiducia di Federico II di Svevia[3]: fu dapprima legato in Toscana[3] e, in seguito, partito Federico per la sesta crociata (1228-1229), fu nominato reggente del Regno di Sicilia e amministratore di vasti territori dell'Italia centrale[3] (in queste vesti è anche un personaggio letterario nella commedia elegiaca Paolino e Polla di Riccardo da Venosa). Cadde in disgrazia per irregolarità nella gestione di quegli incarichi[3]: imprigionato per qualche tempo, fu poi graziato dall'imperatore[3];
- Bertoldo di Urslingen, figlio di Corrado, fu duca di Spoleto dal 1251 al 1276;
- Enrico di Urslingen, figlio di Corrado;
- Corrado II di Urslingen, figlio di Corrado I;
- Corrado Guiscardo di Urslingen, figlio di Corrado, duca di Spoleto dal 1227 al 1267;
- Rainaldo II di Urslingen, fratello di Bertoldo, duca di Spoleto dal 1251 al 1276;
- Adelaide di Urslingen (figlia di Corrado?), amante di Federico II di Svevia dal 1213 circa, e madre di Enzo di Sardegna e Caterina da Marano[4];
- Guarnieri di Urslingen (1308 ca. – 1354), capitano di ventura.